# آر كي سي فالفيك
آر كي سي فالفيك (RKC Waalwijk) هو نادي كرة قدم هولندي تأسس عام 1940 م، ألوان ملابس الفريق الحالية هي الأصفر والأزرق، موقع الفريق على الأنترنت هو (www.rkcwaalwijk.nl).